# Lucius Alfenus Avitianus (Konsul um 215/216)
Lucius Alfenus Avitianus war ein im 2. und 3. Jahrhundert n. Chr. lebender Angehöriger des römischen Senatorenstandes. In den Arvalakten wird sein Name als Lucius Alfenius Avitianus angegeben.
Durch eine Inschrift ist belegt, dass Avitianus Kommandeur (Legatus legionis) der Legio X Gemina Antoniniana pia fidelis war, die ihr Hauptlager in Vindobona in der Provinz Pannonia superior hatte. Aus der Inschrift geht auch hervor, dass er durch Caracalla (211–217) zum neuen Statthalter (Praeses) der Provinz Arabia bestimmt worden war; die Ernennung zum Statthalter war der Anlass, die Inschrift zu errichten, mit der er um Siege des Kaisers bat. Er ist als Statthalter in Arabia auch durch eine Inschrift in griechischer Sprache belegt. Während oder kurz nach der Statthalterschaft wurde er Suffektkonsul.
In den Arvalakten des Jahres 218 wird Avitianus als promagister aufgeführt. Durch eine weitere Inschrift ist belegt, dass er Statthalter (Legatus Augusti pro praetore) in Pannonia inferior war. Da er als promagister bis Ende Mai amtierte, kann er die Statthalterschaft frühestens in der zweiten Hälfte des Jahres 218 angetreten haben; seinen Amtsvorgänger Triccianus hatte der neue Kaiser Elagabal hinrichten lassen. Er wird danach noch in den Arvalakten des Jahres 231 aufgeführt.
Avitianus war wahrscheinlich ein Nachfahre, vermutlich der Enkel, von Lucius Alfenus Avitianus.
Werner Eck datiert die einzelnen Stationen seiner Laufbahn wie folgt: Legionskommandeur um 213/214, Statthalter in Arabia um 214/215, Suffektkonsul um 215/216 und Statthalter in Pannonia inferior um 218/220. Die Statthalterschaft in Pannonia inferior wurde von Historikern früher in die Regierungszeit von Caracalla datiert; durch die 2015 in Aquae Iasae, dem heutigen Varaždinske Toplice, gefundene Inschrift muss sie aber in die Regierungszeit von Elagabal (218–222) datiert werden.